# 小森飛絢
小森 飛絢（こもり ひいろ、2000年8月6日 - ）は、富山県滑川市出身のプロサッカー選手。Jリーグ・浦和レッズ所属。ポジションはフォワード（FW）。

## 来歴
富山第一高等学校3年時には全国高等学校総合体育大会サッカー競技大会で得点王を獲得。新潟医療福祉大学では北信越大学サッカーリーグで3年連続で得点王を獲得した。
大学在籍中の2022年7月、2023年からのジェフユナイテッド千葉加入が内定し、翌8月に特別指定選手として承認された。9月3日のJ2リーグ34節・V・ファーレン長崎戦で途中出場し、トップチームデビューを果たした。
2023年2月18日、シーズン開幕戦となったアウェイの長崎戦にて52分に自身プロ初ゴールとなる試合の決勝点を挙げ、1-0での勝利に貢献した。この2023シーズンは実質プロ1年目ながらリーグ戦で日本人最多タイとなる13得点を挙げ、シーズン終了後のJ2ベストイレブンに選出された。
2024年は背番号を10番に変更し引き続き千葉でプレー。9月21日のJ2第32節・レノファ山口FC戦でハットトリックを達成した。9月28日の第33節・愛媛FC戦で先制点を挙げ、キャリア初となるシーズン20ゴールを達成、千葉所属の日本人選手として史上初の快挙となった。チームはJ1昇格とはならなかったが、個人としては最終的にJ2得点王に輝いた。
2025年1月8日、半年間の期限付き移籍でジュピラー・プロ・リーグのシント＝トロイデンVVに加入。背番号は41に決定した。1月20日に行われたリーグ第22節・スタンダール・リエージュ戦にてベンチ入り。84分、山本理仁に代わって途中出場しベルギーリーグ戦デビューを果たす。
2025年6月5日、Jリーグ・浦和レッズへ完全移籍で加入した。

## 所属クラブ
- 滑川インパルス
- JKキッズなめりかわ（滑川市立西部小学校）[2]
- FCひがしジュニアユース（滑川市立滑川中学校）[2]
- 2016年 - 2018年 富山第一高等学校
- 2019年 - 2022年 新潟医療福祉大学
  - 2022年  ジェフユナイテッド千葉（特別指定選手）
- 2023年 - 2025年6月  ジェフユナイテッド千葉
  - 2025年 - 同年6月  シント＝トロイデンVV（期限付き移籍）
- 2025年6月 -  浦和レッズ

## 個人成績
| 国内大会個人成績 | 国内大会個人成績   | 国内大会個人成績 | 国内大会個人成績 | 国内大会個人成績             | 国内大会個人成績 | 国内大会個人成績 | 国内大会個人成績 | 国内大会個人成績 | 国内大会個人成績 | 国内大会個人成績 | 国内大会個人成績 |
| 年度             | クラブ             | 背番号           | リーグ           | リーグ戦                     | リーグ戦         | リーグ杯         | リーグ杯         | オープン杯       | オープン杯       | 期間通算         | 期間通算         |
| 年度             | クラブ             | 背番号           | リーグ           | 出場                         | 得点             | 出場             | 得点             | 出場             | 得点             | 出場             | 得点             |
| 日本             | 日本               | 日本             | 日本             | リーグ戦                     | リーグ戦         | リーグ杯         | リーグ杯         | 天皇杯           | 天皇杯           | 期間通算         | 期間通算         |
| ---------------- | ------------------ | ---------------- | ---------------- | ---------------------------- | ---------------- | ---------------- | ---------------- | ---------------- | ---------------- | ---------------- | ---------------- |
| 2022             | 新潟医福大         | 10               | -                | -                            | -                | -                | -                | 2                | 1                | 2                | 1                |
| 2022             | 千葉               | 41               | J2               | 2                            | 0                | -                | -                | -                | -                | 2                | 0                |
| 2023             | 千葉               | 41               | J2               | 33                           | 13               | -                | -                | 1                | 0                | 34               | 13               |
| 2024             | 千葉               | 10               | J2               | 38                           | 23               | 1                | 0                | 2                | 0                | 41               | 23               |
| ベルギー         | ベルギー           | ベルギー         | ベルギー         | リーグ戦                     | リーグ戦         | リーグ杯         | リーグ杯         | ベルギー杯       | ベルギー杯       | 期間通算         | 期間通算         |
| 2024-25          | シント＝トロイデン | 41               | ジュピラー       | 4                            | 0                | -                | -                | -                | -                | 4                | 0                |
| 日本             | 日本               | 日本             | 日本             | リーグ戦                     | リーグ戦         | リーグ杯         | リーグ杯         | 天皇杯           | 天皇杯           | 期間通算         | 期間通算         |
| 2025             | 浦和               | 17               | J1               |                              |                  |                  |                  |                  |                  |                  |                  |
| 通算             | 日本               | 日本             | J1               | \|\|\|\|\|\|\|\|\|\|\|\|\|\| |                  |                  |                  |                  |                  |                  |                  |
| 通算             | 日本               | 日本             | J2               | 73                           | 36               | 1                | 0                | 3                | 0                | 77               | 36               |
| 通算             | 日本               | 日本             | 他               | -                            | -                | -                | -                | 2                | 1                | 2                | 1                |
| 通算             | ベルギー           | ベルギー         | ジュピラー       | 4                            | 0                | -                | -                | 0                | 0                | 4                | 0                |
| 総通算           | 総通算             | 総通算           | 総通算           | 77                           | 36               | 1                | 0                | 5                | 1                | 83               | 37               |

- 2022年は特別指定選手として在籍

その他の公式戦
- 2023年
  - J1昇格プレーオフ 1試合1得点
- 2025年
  - ベルギーリーグ・プレーオフ 1試合0得点

## タイトル

### 個人
- 全国高等学校総合体育大会サッカー競技大会 得点王・優秀選手（2018年）
- 北信越大学サッカーリーグ 得点王：3回（2020年、2021年、2022年）
- J2リーグMVP：1回（2024年）
- J2リーグベストイレブン：2回（2023年、2024年）[13]
- J2リーグ得点王：1回（2024年）
- JPFAアワード J2ベストイレブン：1回（2024年）
- JPFAアワード J2最優秀選手：1回（2024年）

## 代表歴
- U-23日本代表
  - カンボジア遠征 (2022年)